# 線維芽細胞増殖因子受容体1
線維芽細胞増殖因子受容体1（せんいがさいぼうぞうしょくいんしじゅようたい1、英: fibroblast growth factor receptor 1、略称: FGFR1）、またはCD331は、線維芽細胞増殖因子（FGF）ファミリーの特定のメンバーをリガンドとする、受容体型チロシンキナーゼである。FGFR1は、ファイファー症候群、原発性好酸球増多症との関連が示されている。

## 遺伝子
FGFR1遺伝子はヒトの8番染色体のp11.23（8p11.23）に位置する。エクソン8Aと8Bでの選択的スプライシングによって、2種類のアイソフォーム、FGFR1-IIIb（FGFR1b）とFGFR1-IIIc（FGFR1c）が産生される。これら2つのアイソフォームは組織分布やFGFに対する結合親和性が異なる。FGFR1遺伝子の機能の大部分を担っているのはFGFR1-IIIcであり、FGFR1-IIIbは重要性が低く、いくぶん冗長な役割を果たしているようである。線維芽細胞増殖因子受容体（FGFR）ファミリーには他に4つのメンバー（FGFR2、FGFR3、FGFR4、FGFRL1）が存在する。FGFR1遺伝子は、FGFR2からFGFR4と同様に、ヒトのがんにおいて遺伝子重複や他の遺伝子との融合、点変異によって広く活性化されている。そのためこれらの遺伝子はがん原遺伝子に分類される。

## タンパク質

### 受容体
FGFR1は線維芽細胞増殖因子受容体（FGFR）ファミリーに属し、このファミリーには他にFGFR2、FGFR3、FGFR4、FGFRL1が含まれる。FGFR1からFGFR4はチロシンキナーゼ活性を有する細胞表面受容体である。これら4種類の受容体の代表的な全長構造は、適切なリガンド（FGF）を結合する3つのイムノグロブリン様ドメイン、細胞膜を通過する1つの疎水性領域、そして細胞質に位置するチロシンキナーゼドメインから構成される。これらの受容体はFGFが結合した状態では4種類のFGFRのいずれかと二量体を形成し、その後二量体パートナー上の重要なチロシン残基をトランスリン酸化する。こうして新たに形成されたリン酸化部位は、FRS2、PRKCG、GRB2といった細胞質基質に位置するドッキングタンパク質を結合し、細胞内のシグナル伝達経路の活性化をもたらす。その結果、細胞分化、成長、増殖、生存、遊走、その他の機能が引き起こされる。FGFRL1は明確な細胞内ドメインやチロシンキナーゼ活性を欠いており、そのためFGFに結合してその作用を薄めるデコイ受容体として機能している可能性がある。FGFはFGF1からFGF10、そしてFGF16からFGF23の18種類が知られており、それぞれ1種類または複数種類のFGFRに結合して活性化をもたらす。これらのうち、FGF1からFGF6、FGF8、FGF10、FGF17、FGF19からFGF23の14種類がFGFR1に結合して活性化をもたらす。FGFのFGFR1への結合は細胞表面のヘパラン硫酸プロテオグリカンとの相互作用、またFGF19、FGF20、FGF23に関しては膜貫通タンパク質Klothoとの相互作用によって促進される。

### シグナル伝達の活性化
FGFR1は適切なFGFを結合すると、a) ホスホリパーゼC/PI3K/AKT、b) Rasサブファミリー/ERK、c) プロテインキナーゼC、d) IP3による細胞質基質のカルシウム濃度の上昇、e) カルシウム/カルモジュリン経路といったシグナル伝達経路を活性化する細胞応答を発する。正確にどのような経路や因子が活性化されるかは、刺激された細胞の種類、細胞の微小環境や刺激の履歴、共存在する刺激の種類に依存している。

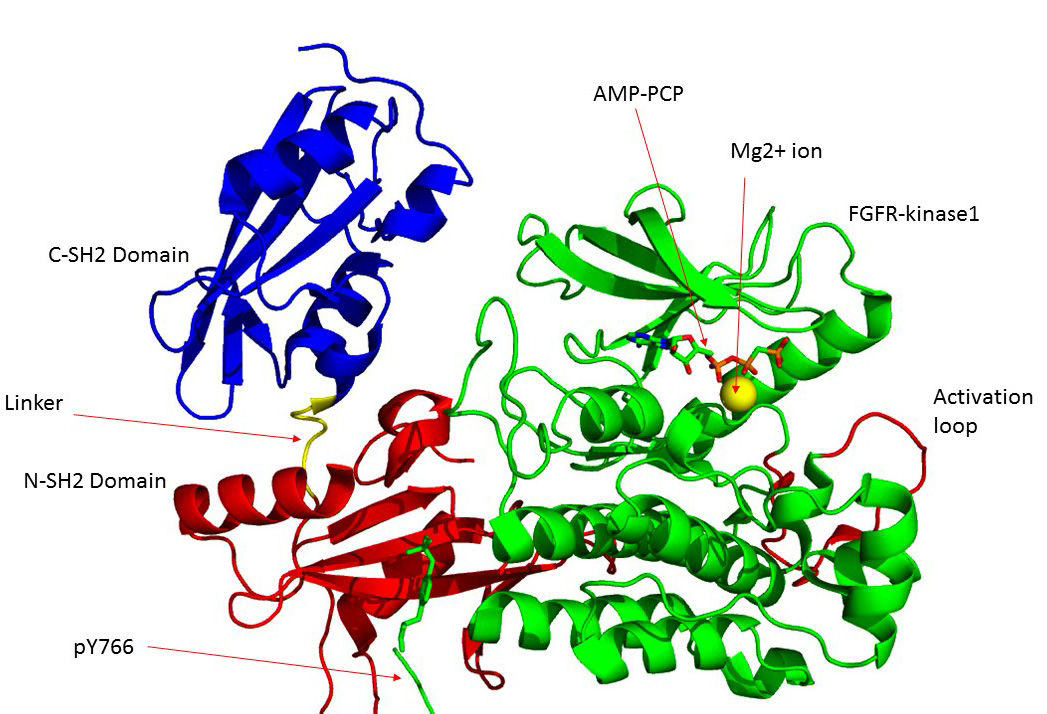
FGFR1のキナーゼドメインと複合体を形成したSH2ドメイン。cSH2ドメインが青、nSH2ドメインが赤、ドメイン間のリンカーが黄色で示されている。FGFR1キナーゼドメイン（緑）のC末端テールがnSH2ドメインと相互作用する。各SH2ドメインは、2本のαヘリックスと3本の逆平行βストランドという典型的構造をしている。

ホスホリパーゼCのγアイソフォーム（PLCγ）の活性化は、FGFR1が細胞内経路を刺激する機構の1つである。FGFR1に適切なFGFが結合し、他のFGFRと対合すると、FGFR1はパートナーのFGFR分子によって、C末端に位置する高度に保存されたチロシン残基（Y766）がリン酸化される。その結果、PLCγがタンデムなnSH2、cSH2ドメインを介してリクルートされる結合部位（ドッキング部位）が形成され、結合したPLCγはリン酸化される。PLCγはリン酸化されることで自己阻害構造が解除され、近接するPI(4,5)P2分子を2種類のセカンドメッセンジャー、IP3とジアシルグリセロール（DAG）へと代謝する。これらのセカンドメッセンジャーは他のシグナル伝達因子や細胞活性化因子を動員する。IP3は細胞質基質のカルシウム濃度を上昇させ、それによってさまざまなカルシウム感受性因子を活性化する。一方、DAGはさまざまなプロテインキナーゼCアイソフォームを活性化する。

### シグナル伝達の阻害
FGFによるFGFR1の活性化は、Sproutyタンパク質SPRY1、SPRY2、SPRY3、SPRY4の活性化を刺激し、これらはGRB2やSOS1、c-Rafと相互作用して活性化されたFGFR1やEGFRなど他の受容体型チロシンキナーゼによるさらなる細胞刺激を減弱または阻害する。こうした相互作用はネガティブフィードバックループとして機能しており、細胞が無限に活性化されることがないよう制限をもたらしている。

## 機能
機能的なFgfr1遺伝子を欠く遺伝的改変マウスは胎生10.5日以前に致死となり、胚には中胚葉由来の組織や筋骨格系の発生や組織化に広範囲で欠陥がみられる。Fgfr1遺伝子は体節形成や筋肉・骨組織の形成にかかわっており、正常な四肢、頭蓋、外耳、中耳、内耳、神経管、尾、下部脊椎の形成、そして正常な聴覚に重要であるようである。

## 臨床的意義

### 先天性疾患
FGFR1遺伝子の遺伝性変異は、筋骨格系のさまざまな先天性奇形と関連している。ヒト染色体8p12-p11領域の中間部欠失、アミノ酸622番のアルギニン残基から終止コドンへのナンセンス変異（R622X）、その他多数の常染色体優性型の不活性化変異は、カルマン症候群症例の約10%の原因となっている。この症候群は低ゴナドトロピン性性腺機能低下症の一種であり、嗅覚障害、口蓋裂やその他の頭蓋顔面の欠陥、側弯症やその他の筋骨格系の奇形を示す症例とさまざまな割合で関係している。FGFR1の活性化変異すなわちP232Rは、1型（古典的）ファイファー症候群の原因となり、この疾患は頭蓋骨縫合早期癒合症と中顔面の奇形によって特徴づけられる。Y372C変異は骨空洞性骨異形成症の一部症例の原因となっている。この変異は頭蓋骨縫合早期癒合症、下顎前突、両眼隔離、短指症、指骨間関節の癒合を引き起こす。FGFR1の変異と関係した他の遺伝的欠陥も同様に筋骨格系の異常を伴う。こうした疾患としては、Jackson-Weiss症候群（P252R）、アントレー・ビクスラー症候群（I300T）、三角頭蓋（I300T）などがある。

### がん
FGFR1遺伝子の体細胞変異やエピジェネティックな変化はさまざまな種類の肺がん、乳がん、血液腫瘍やその他の種類のがんで生じており、これらに寄与していると考えられている。

#### 肺がん
FGFR1遺伝子の増幅（4コピー以上）は、非小細胞肺がんの9–22%に存在する。FGFR1遺伝子の増幅とたばこの喫煙歴は高い相関を示し、この疾患の患者のコホート研究において単一で最大の予後予測因子となることが示されている。その他の種類の肺がんではFGFR1の増幅は約1%の患者にみられる。

#### 乳がん
FGFR1の増幅はエストロゲン受容体陽性乳がんの約10%、特にLuminal B型の乳がんに多くみられる。FGFR1の増幅はホルモン療法に対する抵抗性と相関しており、予後不良の予測因子となることが知られている。

#### 血液腫瘍
特定の稀少血液腫瘍では、染色体転座や中間部欠失を原因とするFGFR1遺伝子と他の遺伝子との融合によって、FGFR1融合キメラタンパク質をコードする遺伝子が形成される。こうしたタンパク質はFGFR1由来の恒常的活性型チロシンキナーゼを持ち、細胞成長と増殖を継続的に刺激する。こうした変異は骨髄系やリンパ系の細胞系統の初期段階で生じ、循環好酸球や骨髄好酸球の増加や組織への浸潤を示す特定の血液腫瘍の発生の原因となったり、その進行に寄与したりする。こうした新生物は当初、好酸球増多症、過好酸球増多症、骨髄性白血病、骨髄増殖性腫瘍、骨髄性肉腫、リンパ性白血病、非ホジキンリンパ腫などとみなされていたが、好酸球が関係していることや特有の遺伝的変異、そしてチロシンキナーゼ阻害剤治療に対する感受性といった特徴をもとに、現在ではまとめて原発性（クローン性）好酸球増多症として分類されている。こうした変異の一例としてFGFR1遺伝子とMYO18A遺伝子が融合している場合、FGFR1の染色体上の位置である8p11（ヒト8番染色体の短腕（p）のバンド11）とMYO18A遺伝子の位置17q11（ヒト17番染色体長腕（q）のバンド11）の間での転座であることを表して、融合遺伝子はt(8;17)(p11;q11)とアノテーションされる。観察されるFGFR1と他の遺伝子との融合遺伝子を下の表に示す。
| 遺伝子 | 遺伝子座 | 表記             |  | 遺伝子  | 遺伝子座 | 表記             |  | 遺伝子 | 遺伝子座 | 表記             |  | 遺伝子 | 遺伝子座 | 表記             |  | 遺伝子   | 遺伝子座 | 表記             |
| ------ | -------- | ---------------- |  | ------- | -------- | ---------------- |  | ------ | -------- | ---------------- |  | ------ | -------- | ---------------- |  | -------- | -------- | ---------------- |
| MYO18A | 17q11    | t(8;17)(p11;q11) |  | CPSF6   | 12q15    | t(8;12)(p11;q15) |  | TPR    | 1q25     | t(1;8)(q25;p11)  |  | HERV-K | 10q13    | t(8;13)(p11;q13) |  | FGFR1OP2 | 12p11    | t(8;12)(p11;q12) |
| ZMYM2  | 13q12    | t(8;13)(p11;q12) |  | CUTL1   | 7q22     | t(7;8)(q22;p11)  |  | SQSTM1 | 5q35     | t(5;8)(q35;p11)  |  | RANBP2 | 2q13     | t(2;8)(q13;p11)  |  | LRRFIP1  | 2q37     | t(8;2)(p11;q37)  |
| CNTRL  | 9q33     | t(8;9)(p11;q33)  |  | FGFR1OP | 6q27     | t(6;8)(q27;p11)  |  | BCR    | 22q11    | t(8;22)(p11;q11) |  | NUP98  | 11p15    | t(8;11)(p11;p15) |  | MYST3    | 8p11.21  | multiple         |

こうしたがんは、FGFR1遺伝子の染色体上の位置に基づいて8p11骨髄増殖症候群と呼ばれることもある。ZMYM2、CNTRL、FGFR1OP2が関与する転座は、こうした8p11症候群の最も一般的な形態である。一般的に、これらの疾患の患者の平均年齢は44歳で、疲労、寝汗、体重減少、発熱、リンパ節腫脹、肝臓や脾臓の肥大といった症状を示し、血液や骨髄の好酸球数が中程度から高度に上昇した血液学的特徴を示す。しかしながら、ZMYM2-FGFR1融合遺伝子型は非リンパ組織にまで拡大したT細胞リンパ腫の症状を呈することが多く、またFGFR1-BCR融合遺伝子型では通常は慢性骨髄性白血病の症状を呈するのが一般的である。CNTRL融合遺伝子型は扁桃が関係した慢性骨髄単球性白血病の症状を呈する可能性があり、FGFR1-BCRやFGFR1-MYST3では好酸球増多をほとんどまたは全く示さないことも多い。診断にはFGFR1遺伝子に対する蛍光in situハイブリダイゼーションを用いた、従来的な細胞遺伝学的手法を要する。
PDGFRAやPDGFRBの融合遺伝子によって引き起こされるもののような、好酸球が関係する多くの骨髄系新生物とは異なり、FGFR1融合遺伝子によって引き起こされる骨髄異形成症候群は一般的にはチロシンキナーゼ阻害剤に応答せず、アグレッシブで迅速に進行し、生存予後の改善には骨髄移植とその後の化学療法を要する。FGFR1-BCR融合遺伝子によって引き起こされる骨髄異形成症候群の治療には、チロシンキナーゼ阻害剤ポナチニブが単剤療法として、そして後に集中化学療法と併用して利用されてきた。

#### リン酸塩尿性間葉系腫瘍
リン酸塩尿性間葉系腫瘍は、さまざまな程度のsmudgyなマトリックス石灰化を伴う、非悪性外観を呈する紡錘形細胞からなる多血性腫瘍であるが、そのうち少数は組織学的に悪性の特徴を示し、臨床的にも悪性にふるまう可能性がある。この疾患の患者15人のうち、9人ではFGFR1遺伝子と2番染色体q35に位置するFN1遺伝子との融合が生じていた。また、他の報告でもリン酸塩尿性間葉系腫瘍の患者39人のうち16人（41%）でFGFR1-FN1融合遺伝子が同定された。この疾患におけるFGFR1-FN1融合遺伝子の役割は不明である。

#### 横紋筋肉腫
ヒトの横紋筋肉腫10試料中10試料、ヒト横紋筋肉腫由来細胞株4系統中4系統で、FGFR1タンパク質の発現上昇が検出されている。腫瘍試料には、胞巣型横紋筋肉腫6症例、胎児型横紋筋肉腫2症例、多形型横紋筋肉腫2症例が含まれている。横紋筋肉腫は、十分に分化していない未成熟な骨格筋前駆細胞すなわち筋芽細胞に由来する悪性度の高いがんである。FGFR1の活性化は筋芽細胞の増殖を引き起こす一方でその分化は阻害する役割を果たし、これらの細胞の悪性表現型につながる二重の効果をもたらしている。ヒト横紋筋肉腫10試料ではFGFR1遺伝子の最初のエクソンの上流に位置するCpGアイランドのメチル化の低下が観察されている。このCpGアイランドの低メチル化はFGFR1の過剰発現、そしてこうした横紋筋肉腫の悪性挙動の少なくとも一部の原因となっていると考えられている。さらに他の横紋筋肉腫1試料では、13q14に位置するFOXO1が8p11に位置するFGFR1遺伝子と共増幅、すなわちt(8;13)(p11;q14)の増幅が生じており、FOXO1-FGFR1キメラ融合遺伝子の形成と増幅がこの腫瘍の悪性度に寄与していることが示唆されている。

#### その他のがん
FGFR1遺伝子の後天的異常は、膀胱移行上皮がんの約14%（そのほぼ全例が増幅）、頭頸部扁平上皮がんの約10%（約80%が増幅、20%がその他の変異）、子宮体がんの約7%（半数が増幅、半数がその他の変異）、前立腺がんの約6%（半数が増幅、半数がその他の変異）、卵巣漿液性乳頭状嚢胞腺腫の約5%（ほぼ全例が増幅）、大腸がんの約5%（約60%が増幅、40%がその他の変異）、肉腫の約4%（大部分が増幅）、膠芽腫の3%未満（FGFR1とTACC1遺伝子（8p11）の融合）、唾液腺がんの3%未満（全例が増幅）、そしてその他のがんの2%未満にみられる。

### FGFR阻害剤
がん細胞や内皮細胞上のFGFRはそれぞれ腫瘍形成、脈管形成に関与しているため、FGFRを標的とした医薬品は直接的そして間接的にも抗腫瘍効果を発揮する。FGFはがんの浸潤性、幹細胞性、細胞生存など多くの特徴に影響を及ぼしているため、FGFRを標的とした医薬品は効果を示す。こうした医薬品は主にアンタゴニストとして作用する。FGFR1のチロシンキナーゼドメインのATP結合ポケットにフィットする低分子阻害剤としてはドビチニブ（dovitinib）やブリバニブが知られている。下の表では、FGFRを標的とした低分子化合物のIC50（nM）を示す。
| PD173074 | ドビチニブ | Ki23057 | レンバチニブ | ブリバニブ | ニンテダニブ | ポナチニブ | MK-2461 | ルシタニブ | AZD4547 |
| -------- | ---------- | ------- | ------------ | ---------- | ------------ | ---------- | ------- | ---------- | ------- |
| 26       | 8          | NA      | 46           | 148        | 69           | 2.2        | 65      | 18         | 0.2     |

FGFR1の遺伝的増幅を原因とする乳がんと肺がんは、それぞれドビチニブとポナチニブによって効果的に標的化することができる。FGFRを標的とした医薬品開発においては、薬剤抵抗性はきわめて重要なトピックである。FGFR阻害剤はFGFRの活性化による抗アポトーシス作用を低下させ、パクリタキセルやエトポシドなどの細胞傷害性抗がん剤に対する感受性を高める。FGFシグナルの阻害は血管再生の劇的な低下をもたらすため、FGFR阻害剤はがんの主要な特徴の1つである血管新生に干渉する。また、FGFR阻害剤はFGFの自己分泌シグナルに依存している腫瘍の腫瘍量を低下させる。乳がんに対して一般的に行われるVEGFR-2を標的とした治療後にはFGF2のアップレギュレーションが生じるため、FGFR1を標的とした治療は将来的な再発の可能性を除去する、相乗的機能を果たす。EGFRやVEGFRを標的とした治療後にはFGFRが活性化された小さな細胞集団のクローン進化が生じることがあるため、FGFR阻害剤はこうした再発性腫瘍に対して有効となると予測されている。FGFR阻害剤にはヒトのがんの薬剤耐性を克服すための複数の作用機序が存在するため、FGFRを標的とした治療は再発性のがんに対する治療の有望な戦略となる可能性がある。
AZD4547は胃がんに対して第II相臨床試験が行われており、一部の結果が報告されている。ルシタニブはFGFR1とFGFR2に対する阻害剤であり、進行性の固形腫瘍に対する臨床試験が行われている。ドビチニブ（TKI258）は、FGFR1、FGFR2、FGFR3に対する阻害剤であり、FGFR増幅型の乳がんに対する臨床試験が行われている。

## 相互作用
FGFR1は次に挙げる因子と相互作用することが示されている。
- FGF1（英語版）[33][34]
- FRS2（英語版）[35][36][37][38]
- Klotho（英語版）[39]
- GRB14（英語版）[40]
- SHB（英語版）[41]

## 関連文献
- “Frequent and focal FGFR1 amplification associates with therapeutically tractable FGFR1 dependency in squamous cell lung cancer”. Science Translational Medicine 2 (62):  62ra93. (December 2010). doi:10.1126/scitranslmed.3001451. PMC 3990281. PMID 21160078.
- Structural and Functional Diversity in the FGF Receptor Multigene Family. Advances in Cancer Research. 60. (1992). pp. 1–41. doi:10.1016/S0065-230X(08)60821-0. ISBN 978-0-12-006660-5. PMID 8417497
- “The 8p11 myeloproliferative syndrome: a distinct clinical entity caused by constitutive activation of FGFR1”. Acta Haematologica 107 (2):  101–107. (2002). doi:10.1159/000046639. PMID 11919391.
- “The structure and function of vertebrate fibroblast growth factor receptor 1”. The International Journal of Developmental Biology 46 (4):  393–400. (2002). PMID 12141425.
- “Bad bones, absent smell, selfish testes: the pleiotropic consequences of human FGF receptor mutations”. Cytokine & Growth Factor Reviews 16 (2):  187–203. (April 2005). doi:10.1016/j.cytogfr.2005.03.001. PMID 15863034.